# Мочурно шаварче
Мочурното шаварче (Acrocephalus palustris) е вид птица от семейство Шаварчеви (Acrocephalidae).

## Разпространение и метообитание
Видът е разпространен в средните ширини на Европа и Западна Азия, от Ламанша до около 70 градуса на изток. Обитава основно райони с континентален климат, но е развъждан и във Великобритания и в северните части на Франция. Среща се основно в низините и по-рядко на височина до 3000 м в Грузия.
Мочурното шаварче се среща и в България.